# Galumna euaensis
Galumna euaensis är en kvalsterart som beskrevs av Hammer 1973. Galumna euaensis ingår i släktet Galumna och familjen Galumnidae. Inga underarter finns listade i Catalogue of Life.